# Macario J. Gómez
Macario J. Gómez es una localidad del estado mexicano de Aguascalientes. Es parte del municipio de San Francisco de los Romo.

## Demografía
| Gráfica de evolución demográfica |
|                                  |

| Censo | Población |
| ----- | --------- |
| 1980  | 81        |
| 1990  | 652       |
| 2000  | 1 551     |
| 2010  | 2 122     |
| 2020  | 2 602     |